# Ruysdaelstraat
De Ruysdaelstraat is een straat in Amsterdam-Zuid.
De straat ligt via de Diamantbrug in het verlengde van de Albert Cuypstraat en loopt van de Hobbemakade naar de Hondecoeterstraat en kruist de Van Baerlestraat. 
De straat is, evenals de Ruysdaelkade, vernoemd naar het 17e-eeuwse geslacht van schilders en graveurs Ruysdael, waarvan de landschapsschilder Jacob Isaacsz. van Ruisdael (1628-1682) de bekendste is. De straat kwam reeds voor 1888 onder deze naam in de gemeente Nieuwer-Amstel voor, en kwam na annexatie van Nieuwer-Amstel in 1896 in Amsterdam te liggen. 

## Openbaar vervoer
Van 1913-2018 reed tramlijn 16 door de Ruysdaelstraat en de Johannes Vermeerstraat. Van 2003 tot 2016 reed hier ook lijn 24. 